# Liga Nacional de Fútbol 2012-2013 (Guatemala)
La Liga Nacional de Fútbol de Guatemala 2012-2013 è stata la 27ª e la 28ª edizione del campionato guatemalteco di calcio di massima divisione. 
Ha visto la partecipazione di dodici squadre, che si sono incontrate in gare di andata e ritorno in due tornei distinti, Apertura e Clausura.

## Squadre
| Squadra                   | Città               | Stadio                                 | Capienza |
| ------------------------- | ------------------- | -------------------------------------- | -------- |
| CD Comunicaciones         | Città del Guatemala | Estadio Mateo Flores                   | 30.000   |
| CD Marquense              | San Marcos          | Estadio Marquesa de la Ensenada        | 10.000   |
| Heredia Jaguares de Peten | San Jose Peten      | Estadio Julian Tesucun                 | 8.000    |
| Juventud Retalteca        | Retalhuleu          | Estadio Dr. Óscar Monterroso Izaguirre | 8.000    |
| Deportivo Malacateco      | Malacatán           | Estadio Santa Lucía                    | 7.000    |
| Deportivo Mictlán         | Asunción Mita       | Estadio La Asunción                    | 3.000    |
| CSD Municipal             | Città del Guatemala | Estadio Mateo Flores                   | 30.000   |
| Peñarol La Mesilla        | Huehuetenango       | Estadio Los Cuchumatanes               | 5.300    |
| CD Suchitepéquez          | Mazatenango         | Estadio Carlos Salazar Hijo            | 12.000   |
| Petapa                    | San Miguel Petapa   | Estadio Municipal                      | 7.500    |
| Club Xelajú MC            | Quetzaltenango      | Estadio Mario Camposeco                | 11.000   |
| Universidad de San Carlos | Città del Guatemala | Estadio Revolucion                     | 5.000    |

## Classifica
| Classifica             | Pt | G | V | N | P | GF | GS | DR  |
| ---------------------- | -- | - | - | - | - | -- | -- | --- |
| Comunicaciones         | 15 | 7 | 4 | 3 | 0 | 13 | 7  | +6  |
| Municipal              | 14 | 7 | 4 | 2 | 1 | 17 | 4  | +13 |
| Halcones               | 12 | 7 | 3 | 3 | 1 | 12 | 9  | +3  |
| Marquense              | 10 | 7 | 2 | 4 | 1 | 9  | 7  | +2  |
| Heredia                | 10 | 7 | 3 | 1 | 3 | 10 | 9  | +1  |
| Malacateco             | 10 | 7 | 3 | 1 | 3 | 11 | 13 | -2  |
| Universidad San Carlos | 9  | 7 | 3 | 0 | 4 | 11 | 12 | -1  |
| Xelajù                 | 9  | 7 | 3 | 0 | 4 | 9  | 12 | -3  |
| Deportivo Petapa       | 8  | 7 | 2 | 2 | 3 | 12 | 14 | -2  |
| Suchitepéquez          | 8  | 7 | 2 | 2 | 3 | 9  | 15 | -6  |
| Mictlan                | 7  | 7 | 2 | 1 | 4 | 8  | 9  | -61 |
| Juventud               | 4  | 7 | 1 | 1 | 5 | 5  | 15 | -10 |